# Боково (Селижаровский район)
Боково — деревня в Селижаровском муниципальном округе Тверской области.

## География
Находится в западной части Тверской области на расстоянии приблизительно 17 км на запад-северо-запад по прямой от административного центра округа поселка Селижарово на западном берегу озера Волго.

## История
В 1859 году здесь (тогда деревня Пески Осташковского уезда Тверской губернии) было учтено 2 двора, в 1973 впервые показана под настоящим названием на карте. До 2017 года входила в Шуваевского сельского поселения, с 2017 по 2020 год в составе Селищенского сельского поселения Селижаровского района до их упразднения.

## Население
Численность населения: 8 человек (1859 год), 0 как в 2002 году, так и в 2010.